# Mlanča
Mlanča (cyr. Мланча) – wieś w Serbii, w okręgu raskim, w mieście Kraljevo. W 2011 roku liczyła 172 mieszkańców.